# Août 1829

## Événements
- Fondation de la Société royale des arts et des sciences de l'île Maurice par Charles Telfair, Wenceslas Bojer, Jacques Delisse et Julien Desjardins, notamment.

- 1er août, France : fondation de la Revue des deux Mondes.
- 8 août, France : Charles X nomme Polignac, un ultra notoire, au ministère des Affaires étrangères.
- 18 août : bataille de Vila da Praia.
- 20 août : les armées Russes prennent Andrinople.
- 28 août : inauguration de l'Institut Royal de la Marine ((nl) : Koninklijk Instituut voor de Marine (KIM)), l'institut de formation des officiers de marine de la marine royale néerlandaise.

## Naissances
- 3 août : Henry Benedict Medlicott (mort en 1905), géologue britannique.
- 23 août : Moritz Cantor (mort en 1920), historien des mathématiques allemand.

## Décès
- 20 août : Claude-Jean Besselièvre (né en 1778), peintre français.